# Clementina de Orleães
Maria Clementina Leopoldina Carolina Clotilde de Orleães (em francês: Marie Clémentine Léopoldine Caroline Clotilde d'Orléans; Neuilly-sur-Seine, 3 de junho de 1817 — Viena, 16 de fevereiro de 1907), foi uma princesa francesa da Casa de Orleães, filha do rei Luís Filipe I da França e de sua esposa, a princesa Maria Amélia das Duas Sicílias. Tornou-se Princesa de Koháry por seu casamento com o príncipe Augusto. Era mãe do príncipe Luís Augusto, Duque de Saxe, marido da princesa Leopoldina do Brasil, e tia do Conde d'Eu, marido da Princesa Isabel.
Referida como uma das princesas mais inteligentes de seu tempo, Clementina também era tida como extremamente ambiciosa e seu maior sonho era tornar-se rainha. Contudo, seu pai era visto como um usurpador por quase toda a realeza europeia e este foi o principal obstáculo às negociações de casamento com um monarca ou um príncipe-herdeiro. Somente com a intervenção de seu cunhado, o rei Leopoldo I da Bélgica, foi possível encontrar um pretendente à mão da princesa: o príncipe Augusto, herdeiro do ramo católico de Koháry da Casa de Saxe-Coburgo-Gota.
Clementina jamais tornou-se rainha, mas procurou realizar seu sonho através de seus filhos. Dois deles chegaram a ser cogitados como possíveis herdeiros do trono da Grécia, outro como provável consorte da herdeira do trono do Brasil, mas todos os planos malograram. A escolha de seu filho mais novo como príncipe-regente da Bulgária - cuja candidatura contou com seu apoio ostensivo - seria o triunfo de seus ideais juvenis. Entretanto, a princesa não realizou o sonho de ver um filho seu tornar-se monarca: Fernando só se tornaria o primeiro czar da Bulgária em 1908, um ano após a morte da mãe.

## Biografia

### Família e primeiros anos

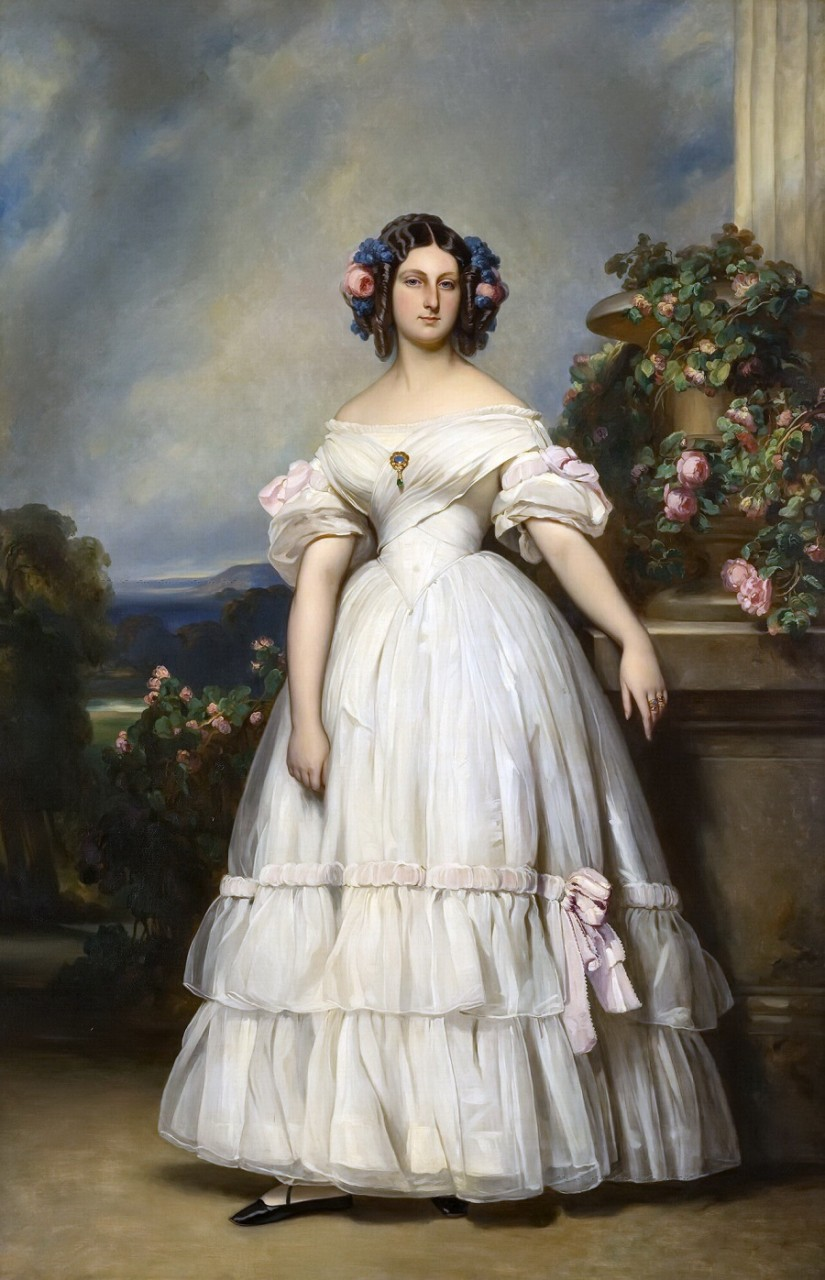
Retrato de 1846, por Franz Xaver Winterhalter.

Clementina era a sexta filha (quarta varoa) do rei Luís Filipe I de França e de Maria Amélia de Bourbon-Nápoles. Seus avós paternos foram Luís Filipe II, Duque de Orleães e Luísa Maria de Bourbon e seus avós maternos foram o rei Fernando I das Duas Sicílias e a arquiduquesa Maria Carolina da Áustria (filha da imperatriz Maria Teresa). Nascida no Castelo de Neuilly, Clementina teve como padrinhos de batismo seu tio Leopoldo das Duas Sicílias, Príncipe de Salerno, e sua esposa, a arquiduquesa Clementina da Áustria.
Descrita como uma bela jovem, Clementina teve entre seus professores o radical historiador Jules Michelet, oriundo de uma família de tradições huguenotes, que glorificava a Revolução Francesa enquanto lhe ensinava história. Tornou-se princesa real logo depois da ascensão de seu pai ao trono francês, em 1830 - a chamada Monarquia de Julho.

### Casamento

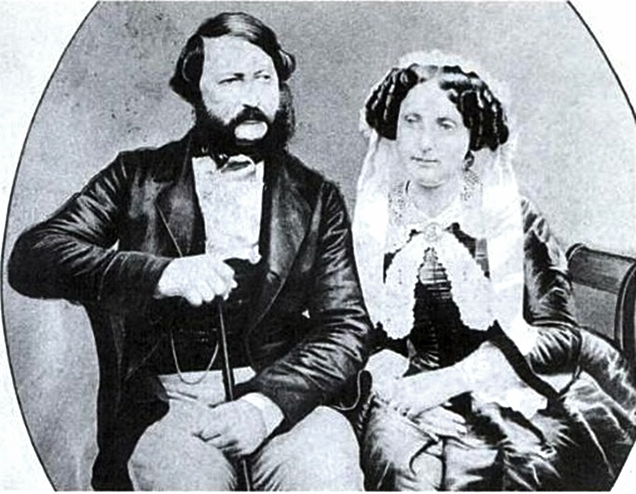
Augusto de Saxe-Coburgo-Gota e Clementina de Orleães.

Inteligente e extremamente ambiciosa, Clementina sonhava em desposar um monarca ou um herdeiro presuntivo que lhe assegurasse um título de rainha. Entretanto, as negociações de casamento tornaram-se bastante difíceis, pois a quase totalidade das casas reais da Europa via Luís Filipe como um usurpador do trono francês e nenhuma delas estava disposta a oferecer um pretendente à mão da princesa - mesmo a Casa Real das Duas Sicílias, onde nascera a rainha Maria Amélia, fechou as portas aos Orleães.
Com as dificuldades em conseguir um pretendente para a filha, Luís Filipe aceitou a intermediação de seu genro, Leopoldo I da Bélgica. O rei dos belgas entrou em negociações com seus irmãos, Ernesto I e Fernando, sobre Augusto, filho deste último, à época com 25 anos. Porém, as negociações foram temporariamente suspensas em virtude do trágico falecimento de Fernando Filipe, filho mais velho e herdeiro de Luís Filipe I.
Apesar da forte oposição austríaca à união, o contrato nupcial foi assinado em Viena em 25 de fevereiro de 1843, sendo a família do noivo representada no ato por O'Sullivan de Grass e a família da noiva pelo conde de Flahaut. Entre outros itens, o contrato previa o casamento sob separação de bens e fixava o dote da princesa em um milhão de francos. A cerimônia de casamento teve lugar no Castelo de Saint-Cloud, em 20 de abril de 1843.
Inicialmente o casal pensou em residir em Viena, mas a relutância do chanceler Metternich e da corte austríaca em reconhecer o tratamento de Alteza Real dado a Augusto levou-os a fixar residência na França. Após a Revolução de 1848, que depôs Luís Filipe I, exilaram-se com toda a família na Inglaterra, mudando-se em seguida para Coburgo e, posteriormente, para Viena.

### Após 1848

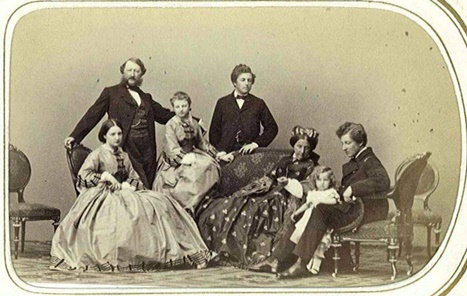
Augusto, Clementina e seus filhos.

No exílio, Clementina iniciou uma campanha com o objetivo de recuperar os bens da família, arrestados por um decreto de Luís Napoleão, utilizando-se de cartas dirigidas à imprensa francesa. Neste período, recusou publicamente a oferta de 200 mil francos oferecidos pelo imperador francês, em troca da reclamada herança de Luís Filipe.
Ciente de que jamais se tornaria rainha, Clementina tentou realizar seu sonho através de seus filhos. De fato, Filipe e Luís Augusto chegaram a ser cogitados como herdeiros presuntivos de seu tio, Ernesto II, quando este surgiu como provável candidato ao trono da Grécia. Pouco depois, Luís Augusto, juntamente com seu primo Gastão de Orleães, Conde d'Eu, seguiram para o Brasil, como pretendentes às mãos das princesas Isabel e Leopoldina, filhas do imperador dom Pedro II. As esperanças de Clementina renovaram-se, pois as negociações apontavam para o casamento de Luís Augusto com a Princesa Imperial, futura imperatriz reinante do Brasil. Entretanto, dom Pedro II deixou a escolha dos noivos a cargo das filhas e dona Isabel decidiu-se por Gastão de Orleães.

### O trono búlgaro

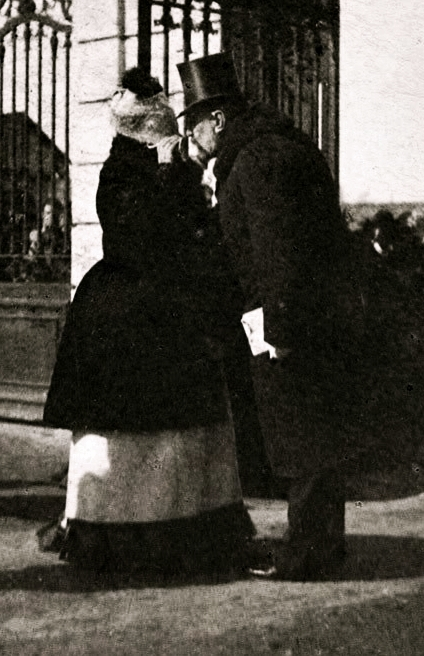
A princesa (utilizando um grande aparelho de surdez) com seu filho mais novo, futuro Fernando I da Bulgária.

Em 1886, a renúncia de Alexandre de Battenberg como Knyaz da Bulgária reavivou as expectativas de Clementina de ver um de seus filhos ocupando um trono. Participou ativamente da campanha em prol da candidatura de Fernando, seu filho mais novo, divulgando amplamente suas qualidades, como a educação esmerada, a fluência em diversos idiomas e o interesse pelas ciências - atributos que, segundo ela, fariam de Fernando um excelente rei. Com o apoio da Áustria, Fernando tornou-se o novo Knyaz da Bulgária em 1887.
Clementina acompanhou o filho quando este instalou-se na Bulgária. Extremamente rica, a princesa tornou-se bastante popular em sua pátria adotiva, por suas vultosas doações - como os 4 milhões de francos doados para a conclusão de uma estrada de ferro que integrava a Bulgária à rede ferroviária da Europa - e pelo financiamento de instituições públicas - como a construção de uma escola para cegos e do Hospital Klimentinskata, além da Cruz Vermelha Búlgara, fundada e mantida por ela. Entretanto, sua tentativa de introduzir um código de etiqueta "à francesa" na simplória corte búlgara, bem como seu desdém por quem não tinha sangue real, também lhe trouxeram fama de arrogante. Referida como "uma das mais inteligentes princesas reais da Europa", Clementina era conhecida por sua "mente perspicaz e uma compreensão notável da política europeia e da diplomacia", sendo, muitas vezes, enviada como representante de Fernando I em missões diplomáticas em toda a Europa.
Em fevereiro de 1896, numa tentativa de reconciliação com a Rússia, Fernando permite a conversão de seu filho mais velho e herdeiro Bóris (batizado na Igreja Católica Romana) à Igreja Ortodoxa Búlgara - ato que rendeu ao Knyaz o rompimento de relações com sua mãe e seus familiares católicos (especialmente o imperador Francisco José I da Áustria) e a excomunhão pela Santa Sé. Posteriormente, como Fernando batizasse seus outros filhos como católicos, foi possível uma reconciliação com sua mãe.

Em 31 de janeiro de 1899, apenas 24 horas após dar à luz a princesa Nadežda, a princesa Maria Luísa de Bourbon-Parma, esposa de Fernando, morre por complicações no parto agravadas por uma pneumonia. Clementina, a exemplo do que havia feito com os filhos do príncipe Luís Augusto por ocasião da morte da princesa Leopoldina, assume a responsabilidade pela educação dos netos.

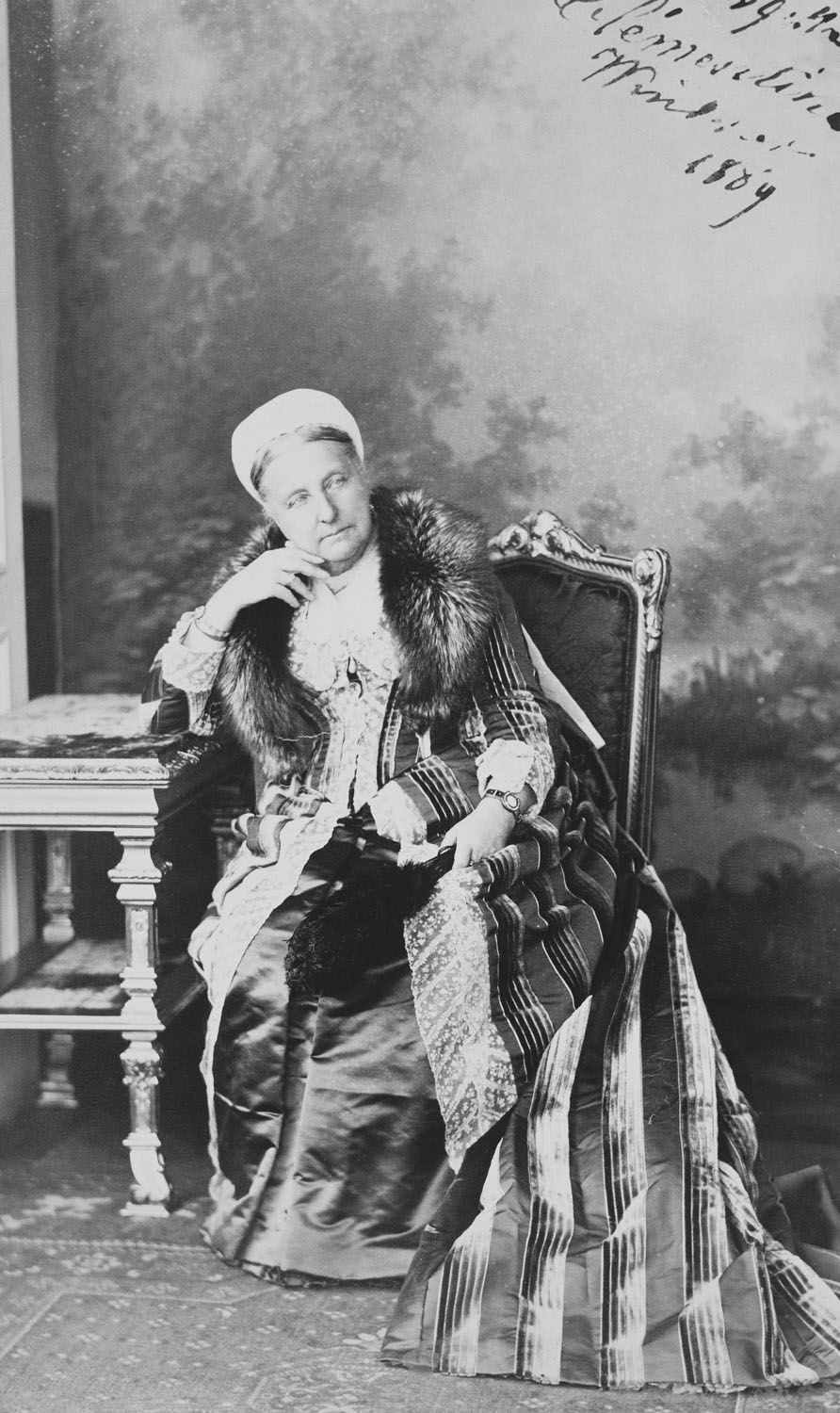

Após a Revolta de Ilinden, em 1903, a Bulgária recebeu um grande contingente de refugiados macedônios e Clementina coordenou uma campanha humanitária que recolheu donativos por toda a Europa - incluindo 2 mil francos doados pelo kaiser Guilherme II. Neste mesmo ano, a princesa e seu neto, o príncipe Bóris, sofreram um acidente quando viajavam a bordo do Expresso do Oriente nas proximidades da fronteira com a Sérvia. Apesar da seriedade do acidente, eles não se feriram.

### Últimos anos
Com o decorrer do tempo, Clementina foi perdendo progressivamente a audição e, em seus últimos anos, tornou-se dependente de um grande aparelho auditivo. No entanto, mesmo após os oitenta anos de idade, a princesa continuava a viajar regularmente a Paris para fazer compras e inteirar-se sobre as novidades da moda.
A saúde da velha princesa começou a causar preocupação em fevereiro de 1898, quando sofreu uma infecção no pulmão direito, logo debelada. No início de fevereiro de 1907, foi acometida por uma forte gripe que deixou-a extremamente enfraquecida. Clementina de Orleães morreu no Palácio Coburgo, em Viena, em 16 de fevereiro de 1907, aos 89 anos de idade. Seu corpo foi sepultado na cripta da St. Augustinkirche, em Coburgo.

## Descendência
| Nome     | Foto | Nascimento              | Falecimento            | Notas |
| -------- | ---- | ----------------------- | ---------------------- | --- |
| Filipe   |      | 28 de março de 1844     | 3 de julho de 1921     | Casado com a princesa Luísa Maria da Bélgica, filha do rei Leopoldo II, com descendência. |
| Luís     |      | 9 de agosto de 1845     | 14 de setembro de 1907 | Casado com a princesa Leopoldina do Brasil, filha do imperador Pedro II, com descendência. |
| Clotilde |      | 8 de julho de 1846      | 3 de junho de 1927     | Casada com o arquiduque José Carlos da Áustria, filho de José de Áustria-Toscana, palatino da Hungria, com descendência.                                                                                        |
| Amália   |      | 23 de outubro de 1848   | 6 de maio de 1894      | Casada com o duque Maximiliano Emanuel da Baviera, irmão mais novo da imperatriz Isabel da Áustria (a famosa Sissi), com descendência.                                                                          |
| Fernando |      | 24 de fevereiro de 1861 | 10 de setembro de 1948 | Czar da Bulgária como Fernando I. Casado em primeiras núpcias com a princesa Maria Luísa de Bourbon-Parma, com descendência, e em segundas núpcias com a princesa Eleonora de Reuss-Köstritz, sem descendência. |

## Títulos, estilos e honrarias

### Títulos e estilos
- 6 de março de 1817 — 22 de setembro de 1824: "Sua Alteza Sereníssima, Mademoiselle de Beaujolais"
- 22 de setembro de 1824 — 9 de agosto de 1830: "Sua Alteza Real, Mademoiselle de Beaujolais"
- 9 de agosto de 1830 — 20 de abril de 1843: "Sua Alteza Real, a Princesa Clementina Orleães"
- 20 de abril de 1843 — 16 de fevereiro de 1907: "Sua Alteza Real, a Princesa Clementina de Saxe-Coburgo-Gota, Princesa de Koháry, Princesa de Orleães, Duquesa da Saxônia"

### Honrarias
Áustria-Hungria
 Senhora da Ordem da Cruz Estrelada
 Reino da Baviera
 Senhora de honra da Ordem de Thérèse
 Senhora da Primeira Classe da Ordem de Santa Isabel
 Reino da Espanha
 Senhora da Ordem da Rainha Maria Luísa 

## Nota
- Este artigo foi inicialmente traduzido, total ou parcialmente, do artigo da Wikipédia em inglês cujo título é «Princess Clémentine of Orléans», especificamente desta versão.